# María Ernestina Larráinzar Córdoba
María Ernestina Larráinzar Córdoba (23 d'octubre de 1854 – 16 de gener de 1925) va ser una escriptora i professora mexicana d'origen italià que, juntament amb la seva germana Josefina, va fundar l'orde religiós Congregació de Filles Missioneres del Calvari.

## Biografia
Va néixer al Palazzo Ruspoli de Roma, Itàlia, el 23 d’octubre de 1854. Era filla de la guatemalenca Manuela Córdoba i del diplomàtic de Chiapas, Manuel Larráinzar. Tenia dos germans i dues germanes, l’Enriqueta i la Josefina. El 1866, el seu pare va ser nomenat ministre plenipotenciari de les corts de Rússia, Suècia i Dinamarca per l'emperador Maximilià I de Mèxic, de manera que, als 12 o 13 anys, va viatjar amb els seus pares i germanes a Sant Petersburg. Després de la caiguda del Segon Imperi Mexicà, la família va viatjar per Europa fins a Guatemala.
Després de la mort de Benito Juárez, el 1872, Larráinzar i la seva família van poder tornar a Mèxic. Amb la seva germana Josefina, que podria ser que fos la seva bessona, Larráinzar va escriure novel·les i llibres de viatges i el 19 de gener de 1885 van fundar la Congregació de Filles Missioneres del Calvari, que es va estendre a Cuba, Espanya, Itàlia, Rhodèsia i Jerusalem.
Larráinzar va morir a Ciutat de Mèxic el 16 de gener de 1925.

## Llegat
Un carrer de la Colònia del Valle s’anomena "carrer Ernestina Larráinzar". També hi ha una escola privada primària i secundària a Cuauhtémoc, Ciutat de Mèxic, que s’anomena en honor seu.

## Publicacions
Va compartir l'autoria de les seves obres literàries amb la seva germana, Josefina Larráinzar.
- Horas serias en la vida. Reflexiones escritas en 1879 (1879)
- Misterios del corazón (1881)
- Viaje a varias partes de Europa (1882)
- ¡Sonrisas y lágrimas! (1883)